# Саку (Наґано)

36°14′56″ пн. ш. 138°28′37″ сх. д. / 36.24889° пн. ш. 138.47694° сх. д.
Са́ку (яп. 佐久市, さくし, МФА: [saku̥ ɕi]) — місто в Японії, в префектурі Наґано.

## Короткі відомості
Розташоване в східній частині префектури, в западині Саку. Виникло на основі призамкового містечка самурайського роду Найто й постоялого містечка на Середгірському шляху. Отримало статус міста 1961 року. Основою економіки є сільське господарство, вирощування коропів, харчова промисловість, виробництво електротоварів. Станом на 1 квітня 2009 площа міста становила 423,99 км². Станом на 1 липня 2011 населення міста становило 100 325 осіб.